# Francis (circonscription saskatchewanaise)
Pour les articles homonymes, voir Francis.
Circonscription électorale provinciale du Canada
Francis est une circonscription électorale provinciale de la Saskatchewan au Canada. Elle est représentée à l'Assemblée législative de la Saskatchewan de 1908 à 1938.

## Géographie
La circonscription était centrée autour de la ville de Francis. Son territoire fait désormais partie de la circonscription de Indian Head-Milestone.

## Liste des députés
| Parlement                                                          | Années    | Député                      | Député                    | Parti             |
| Francis                                                            | Francis   | Francis                     | Francis                   | Francis           |
| ------------------------------------------------------------------ | --------- | --------------------------- | ------------------------- | ----------------- |
| 2e                                                                 | 1908–1912 |                             | John James Stevenson (en) | Libéral           |
| 3e                                                                 | 1912–1914 | Walter George Robinson (en) |                           | Libéral           |
| 4e                                                                 | 1917–1921 | Walter George Robinson (en) |                           | Libéral           |
| 5e                                                                 | 1921–1923 | Walter George Robinson (en) |                           | Libéral           |
| 6e                                                                 | 1925–1929 | Walter George Robinson (en) |                           | Libéral           |
| 7e                                                                 | 1929–1934 |                             | Samuel Norval Horner (en) | Progressiste (en) |
| 8e                                                                 | 1934–1938 |                             | Charles Morton Dunn (en)  | Libéral           |
| Circonscription redistribuée dans Milestone et Qu'Appelle-Wolseley |           |                             |                           |                   |